# Tatiana Guderzo
Tatiana Guderzo (* 22. August 1984 in Marostica) ist eine ehemalige italienische Radsportlerin. 2009 wurde sie Weltmeisterin im Straßenrennen.

## Sportliche Laufbahn
2002 wurde Tatiana Guderzo Zweite bei den Junioren-Weltmeisterschaften in Zolder. Zwei Jahre später wurde sie Europameisterin im Einzelzeitfahren sowie Vize-Weltmeisterin im Straßenrennen. 2005 errang sie den ersten nationalen Titel im Zeitfahren auf der Straße, 2008 den in der Einerverfolgung auf der Bahn. 
In den folgenden Jahren konzentrierte sich Guderzo zunächst auf den Straßenradsport und nahm u. a. am Giro d’Italia Donne und der Route de France Féminine teil. 2009 errang sie in Mendrisio den WM-Titel im Straßenrennen.
Viermal – 2004 in Athen, 2008 in Peking, 2012 in London und 2016 in Rio – startete Tatiana Guderzo bei Olympischen Spielen. 2008 errang sie Bronze im Straßenrennen; zu ihren besten Platzierungen gehörte zuletzt ein sechster Platz in der Mannschaftsverfolgung in Rio als Teil eines Quartetts mit Beatrice Bartelloni (Finale)/Simona Frapporti (Qualifikation), Francesca Pattaro und Silvia Valsecchi.
2016 wurde Guderzo gemeinsam mit Elisa Balsamo, Frapporti, Pattaro und Valsecchi Europameisterin in der Mannschaftsverfolgung; diesen Erfolg konnte sie mit Balsamo, Valsecchi und Letizia Paternoster im Jahr darauf bei den Europameisterschaften in Berlin wiederholen. Bei den Bahnradsport-Weltmeisterschaften 2018 in Apeldoorn errang der italienische Frauen-Vierer mit Guderzo, Paternoster, Balsamo und Valsecchi die Bronzemedaille. Im selben Jahr belegte sie bei den Straßenweltmeisterschaften Rang drei. Guderzo errang außerdem mindestens neun Titel als italienische Meisterin. 2022 beendete sie ihre sportliche Laufbahn.

## Ehrungen
2008 erhielt Tatiana Guderzo den Ordine al Merito della Repubblica Italiana.

## Erfolge

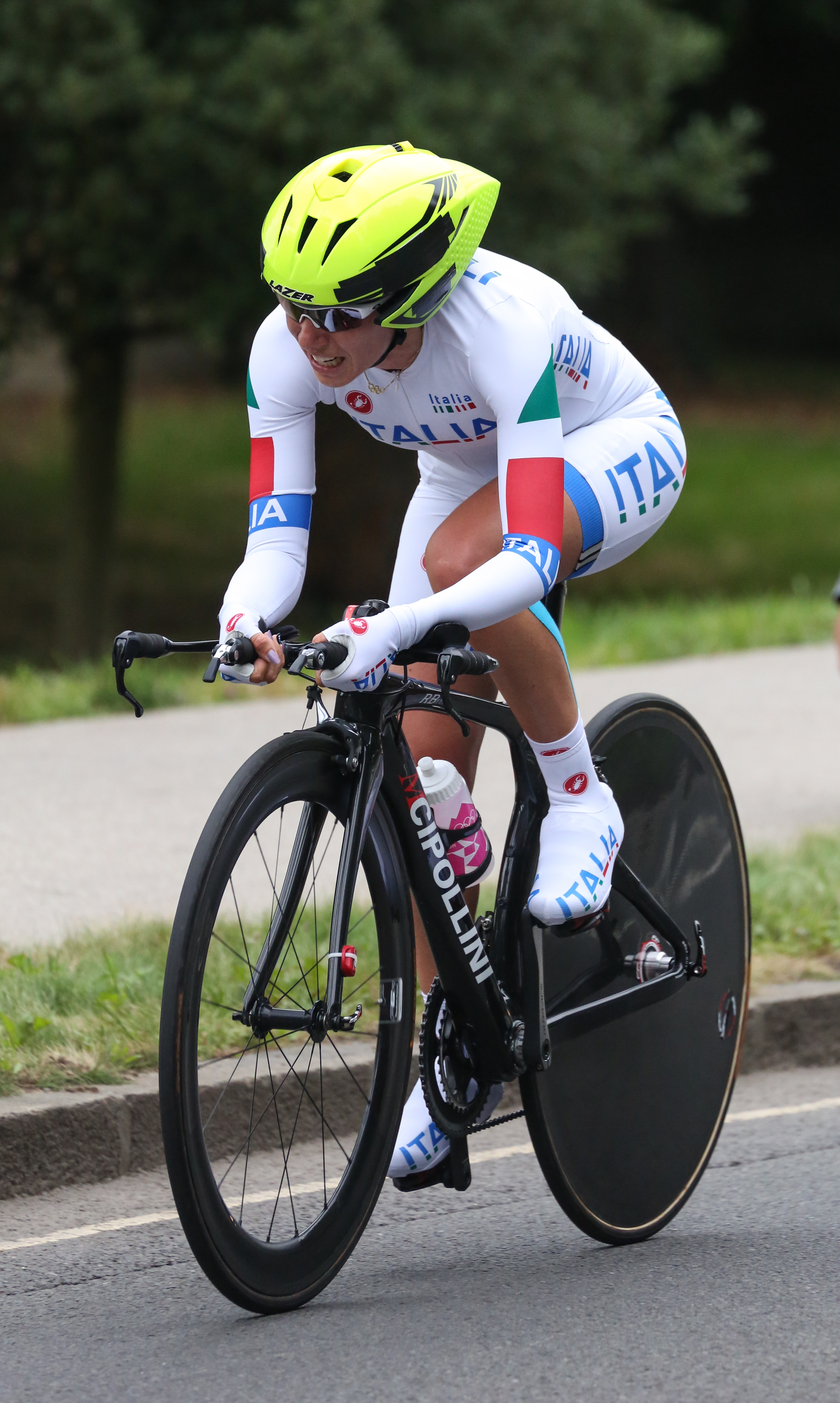
Guderzo beim Einzelzeitfahren der Olympischen Spiele 2012 in London

### Straße
2002
- Junioren-Straßenweltmeisterschaften – Straßenrennen

2004
- Weltmeisterschaft – Straßenrennen
- Europameisterschaft (U23) – Straßenrennen
- Gesamtwertung und eine Etappe Eko Tour Dookola Polski

2005
- Europameisterschaft (U23) – Einzelzeitfahren
- Italienische Meisterin – Einzelzeitfahren

2006
- Europameisterschaft (U23) – Straßenrennen, Einzelzeitfahren

2008
- Olympische Spiele – Straßenrennen
- Italienische Meisterin – Einzelzeitfahren

2009
- Weltmeisterin – Straßenrennen
- eine Etappe Giro della Toscana Femminile

2010
- Italienische Meisterin – Einzelzeitfahren

2012
- Italienische Meisterin – Einzelzeitfahren

2013
- eine Etappe Internationale Thüringen-Rundfahrt der Frauen
- eine Etappe Holland Ladies Tour

2015
- eine Etappe Tour of Zhoushan Island

2017
- Giro dell’Emilia Donne

2018
- Weltmeisterschaft – Straßenrennen

### Bahn
2006
- Europameisterschaft (U23) – Einerverfolgung

2007
- Italienische Meisterin – Einerverfolgung

2011
- Italienische Meisterin – Scratch

2013
- Italienische Meisterin – Mannschaftsverfolgung (mit Beatrice Bartelloni, Elena Cecchini und Marta Tagliaferro)

2014
- Europameisterschaft – Mannschaftsverfolgung (mit Simona Frapporti, Silvia Valsecchi und Beatrice Bartelloni)
- Italienische Meisterin – Mannschaftsverfolgung (mit Beatrice Bartelloni, Elena Cecchini und Marta Tagliaferro)

2016
- Europameisterin – Mannschaftsverfolgung (mit Elisa Balsamo, Simona Frapporti, Francesca Pattaro und Silvia Valsecchi)
- Italienische Meisterin – Mannschaftsverfolgung (mit Marta Bastianelli, Elena Cecchini und Simona Frapporti)

2017
- Bahnrad-Weltcup in Pruszków – Mannschaftsverfolgung (mit Elisa Balsamo, Francesca Pattaro und Silvia Valsecchi)
- Europameisterin – Mannschaftsverfolgung (mit Elisa Balsamo, Letizia Paternoster und Silvia Valsecchi)

2018
- Weltmeisterschaft – Mannschaftsverfolgung (mit Elisa Balsamo, Letizia Paternoster und Silvia Valsecchi)

## Teams
- 2005 Top Girls Fassa Bortolo Hausbrandt Caffé
- 2006 Top Girls Fassa Bortolo Raxy Line
- 2007 AA-Drink Cycling Team
- 2008 Gauss RDZ Ormu
- 2009 Gauss RDZ Ormu – Colnago
- 2010 Team Valdarno
- 2011 SC MCipollini Giambenini
- 2012 MCipollini Giambenini
- 2013 MCipollini Giordana
- 2014 Alé Cipollini
- 2015 Hitec Products
- 2016 Hitec Products
- 2017 Lensworld-Kuota
- 2018 Hitec Products
- 2019 BePink
- 2020 Alé BTC Ljubljana
- 2021 Alé BTC Ljubljana
- 2022 Top Girls Fassa Bortolo